# Bekenjokeles
Bekenjokeles ist ein Wohnplatz in der Stadt Ochsenhausen im Landkreis Biberach in Baden-Württemberg.

## Lage
Der Hof Bekenjokeles liegt etwa einen Kilometer östlich von Mittelbuch.

## Geschichte
Bekenjokeles war ein Ortsteil der Gemeinde Mittelbuch. Mit ihrer Auflösung am 1. Januar 1975 kam der Ort zu Ochsenhausen.